# Helen (voornaam)
Helen is een Engelse meisjesnaam die is afgeleid van de naam Helena. Deze Griekse naam betekent "fakkel" en zegt zoveel als "de stralende, de schitterende".
Vroeger werd Helen ook als jongensnaam gebruikt.

## Bekende naamdraagsters
- Helen Baxendale, Engelse actrice
- Helen Berman, Nederlands-Israëlische schilderes
- Helen Clark, Nieuw-Zeelandse politica
- Helen Fielding, Engelse schrijfster
- Helen Hunt, Amerikaanse actrice
- Helen Keller, doofblinde taalkundige
- Helen Parkhurst, Amerikaanse pedagoge
- Helen Richardson, Brits hockeyster
- Helen Walton, Amerikaanse miljardair
- Helen Wagner, Amerikaanse actrice